# Cairns de l'île Guénioc
Les cairns de l'île Guénioc sont une nécropole datée du Néolithique, composée de quatre cairns et incluant quinze dolmens, située sur l'île Guenioc, commune de Landéda, dans le département français du Finistère.

## Historique
Au Néolithique et à l'Âge du fer, le site était encore rattaché au continent. En raison des difficultés d'accès à l'île, le site demeure longtemps inconnu des archéologues. Le commandant Alfred Devoir y effectue deux visites, une première fois avant 1909 et une seconde fois en 1919 sans en donner une description détaillée. En 1953-1954, un incendie détruit les broussailles recouvrant les vestiges, ce qui attire l'attention des autorités archéologiques. En 1955, Pierre-Roland Giot, Jacques Briard et Jean L'Helgouach visitent le site puis y mènent, entre 1960 et 1972, douze campagnes de fouilles. Le site est classé au titre des monuments historiques en 1964.

## Description
Le site comporte quatre cairns (numérotés I à IV) édifiés sur la ligne de crête de l'île selon un axe nord-ouest/sud-est. Tous les édifices ont été construits avec des roches locales (granite migmatique dit de Landunvez). Le site a été réoccupé à l'Âge du Fer, au Moyen Âge et au XVIIIe siècle entraînant la réutilisation de certaines dalles pour la construction de murets et d'une habitation entre les cairns III et IV. Lors de ces occupations ultérieures, certains dolmens ont alors pu être réemployés comme sépultures, abris, fours ou dépotoirs domestiques. Selon Giot, ces réoccupations pourraient avoir contribué à la destruction d'un cinquième cairn.

### Cairn I
Il comprend trois dolmens à couloir avec des chambres de forme circulaire (chambres A, B et C) construites en pierres sèches (plaquettes granitiques), les parements et la masse interne du cairn étant constitués de galets. La construction des chambres B et C semblent contemporaines. Elles devaient être recouvertes par encorbellement. La chambre A est très abîmée. Les chambres B et C ont été réoccupées à l'Age du fer et même au Moyen Age (chambre B).

### Cairn II
Il comprend trois dolmens à couloir avec de grandes chambres (chambres A, B et C)  rectangulaires ou subrectangulaires. Les parois des couloirs et des chambres incluent des orthostates plaqués contre les murets en pierres sèches. Des vestiges d'encorbellement en petit appareil y ont été découverts. La chambre A  a été fortement endommagée à l'Âge du Fer, époque où elle servait de dépotoir, tandis que son couloir d'accès a été réutilisé comme sépulture pour une jeune fille. Le sol de la chambre B était couvert d'un pavage constitué de grandes pierres juxtaposées. Le plus grand orthostate de la chambre B comporte des gravures érodées obtenues par piquetage dites « jugiformes » (en forme de joug), à base arrondie ou aplatie, et deux crosses. La chambre C comporte un dallage partiel.

### Cairn III
C'est le plus grand cairn du site. Il a été construit en deux étapes. Un premier cairn 25 m de long sur 11 à 13 m de large a d'abord été construit. Il comprend quatre dolmens à couloir parallèles (A, A', B et C). Dans un second temps, un deuxième cairn, comportant deux chambres opposées (D et E), a été édifié au sud-est, s'appuyant sur le premier. L’ensemble dessine un trapèze de 34 m de long sur 19 m de large. Les chambres sont de forme circulaire avec des parois en pierres sèches. Elles devaient être couvertes par encorbellement. Le sol des chambres A et B était dallé avec des galets, les interstices étant comblés avec soin avec des gravillons. La chambre E est la seule qui ouvre au sud-ouest, c'est aussi la plus petite de toutes. Elle n'a pas été violée, elle a volontairement été comblée de pierres pour protéger les dépôts funéraires.
Les chambres A, B et C comportent chacune une dalle plantée dès l'entrée sur le côté gauche. La dalle de la chambre A mesure 1,50 m de hauteur. Sa forme, d'origine naturelle est très vaguement anthropomorphe mais le sommet actuel semble avoir été ébréché. La dalle de la chambre B mesure 0,90 m de hauteur. Selon C.-T. Le Roux, sa silhouette particulièrement convergente avec celle du menhir de Saint-Cava « peut ne pas être fortuite ». La dalle de la chambre C (1,05 m de hauteur) a été retouchée pour obtenir une allure anthropomorphe, deux longues échancrures latérales formant épaulements et dégageant un sommet en forme de tête. Elle est désormais conservée au musée de la Préhistoire finistérienne de Penmarch. La chambre A comporte en outre une dalle gravée de plusieurs cupules.
Selon Giot, les chambres A', A et B seraient contemporaines. Des déchets d'une industrie microlithique ont été découvert dans le vieux-sol des chambres A', B et C et à l'ouest du cairn, ce qui indique que le site de Guénioc était fréquenté dès le Mésolithique ou qu'un groupe, culturellement rattaché à cette période, occupait encore le site au Néolithique. Une datation au radiocarbone de charbons recueillis au pied de la stèle de la chambre C indique une large période comprise entre 5320 et 3985 av.-C., d'autres charbons de bois prélevés dans la même chambre correspondent à une période comprise entre 4228 et 3545 av. J.-C. Les charbons recueillis dans la chambre E ont été datés d'un intervalle de temps compris entre 3613 et 2885 av. J.-C.

### Cairn IV
C'est l'édifice le plus dégradé. Il devait mesurer 15 m de long sur 8 m de large. L'intervention des archéologues s'est limitée à dégager les parements nord-ouest et nord-est. Il a été conservé en réserve archéologique.

## Mobilier archéologique
Le mobilier céramique découvert est assez pauvre. Il comprend quelques vases à fond rond à bord ourlé. Quelques uns sont du type Carn. Les surfaces sont lissées ou polies mais aucune n'est décorée. Le mobilier lithique comprend des lames polies (fibrolithe, silex, méta-dolérite), une armature de flèche tranchante et une pointe de flèche à pédoncule et ailerons. Un petit galet perforé pour être monté en pendeloque constitue le seul élément de parure découvert.

## Menhir
A environ 40 m au sud-est du cairn IV, une petite dalle dressée dans l'axe de la ligne de crête pourrait correspondre à un menhir. Elle mesure 1 m de hauteur sur 1,10 m de largeur et 0,65 m d'épaisseur.